# Верхнекалиновский
Верхнекали́новский — посёлок в Камызякском районе Астраханской области России. Административный центр Верхнекалиновского сельсовета.

## География
Посёлок находится в южной части Астраханской области, на левом берегу рукава Кизань дельты реки Волги, на расстоянии примерно 7 километров (по прямой) к востоку-юго-востоку (ESE) от города Камызяк, административного центра района. Абсолютная высота — 25 метров ниже уровня моря.
Климат умеренный, резко континентальный. Характеризуется высокими температурами летом и низкими — зимой, малым количеством осадков, а также большими годовыми и летними суточными амплитудами температуры воздуха.

## Население
| 2002 | 2010  | 2012  |
| ---- | ----- | ----- |
| 1308 | ↗1331 | ↗1351 |

По данным Всероссийской переписи, в 2010 году численность населения посёлка составляла 1331 человек (642 мужчины и 689 женщин). Согласно результатам переписи 2002 года, в национальной структуре населения русские составляли 65 %, казахи — 32 %.
| Национальность | Численность (2010) | Процент |
| -------------- | ------------------ | ------- |
| Русские        | 788                | 59,3%   |
| Казахи         | 388                | 29,2%   |
| Кумыки         | 10                 | 0,8%    |
| Украинцы       | 10                 | 0,8%    |
| Чеченцы        | 10                 | 0,8%    |
| Татары         | 9                  | 0,7%    |
| Таджики        | 4                  | 0,3%    |
| Аварцы         | 3                  | 0,2%    |
| Молдаване      | 3                  | 0,2%    |
| Не указана     | 103                | 7,8%    |
| Всего          | 1328               | 100%    |

## Инфраструктура
В селе функционируют средняя школа, детский сад, фельдшерско-акушерский пункт, дом культуры, библиотека и отделение Почты России.

## Улицы
Уличная сеть посёлка состоит из 12 улиц.